# Nanna Skodborg Merrald
Nanna Skodborg Merrald (también conocida por su nombre de casada Nanna Merrald Rasmussen; Hvalsø, 8 de octubre de 1993) es una jinete danesa que compite en la modalidad de doma.
Participó en dos Juegos Olímpicos de Verano, obteniendo una medalla de plata en París 2024, en la prueba por equipos (junto con Daniel Bachmann Andersen y Cathrine Dufour), y el cuarto lugar en Tokio 2020, en la misma prueba..
Ganó una medalla de oro en el Campeonato Mundial de Doma de 2022 y tres medallas en el Campeonato Europeo de Doma, en los años 2021 y 2023.

## Palmarés internacional
| Juegos Olímpicos   | Juegos Olímpicos      | Juegos Olímpicos  | Juegos Olímpicos      |
| Año                | Lugar                 | Medalla           | Categoría             |
| ------------------ | --------------------- | ----------------- | --------------------- |
| 2024               | París (Francia)       | Medalla de plata  | Por equipos           |
| Campeonato Mundial |                       |                   |                       |
| Año                | Lugar                 | Medalla           | Categoría             |
| 2022               | Herning (Dinamarca)   | Medalla de oro    | Por equipos           |
| Campeonato Europeo |                       |                   |                       |
| Año                | Lugar                 | Medalla           | Categoría             |
| 2021               | Hagen (Alemania)      | Medalla de bronce | Por equipos           |
| 2023               | Riesenbeck (Alemania) | Medalla de plata  | Individual (especial) |
| 2023               | Riesenbeck (Alemania) | Medalla de bronce | Por equipos           |